# Sinularia flabelliclavata
Sinularia flabelliclavata is een zachte koraalsoort uit de familie Alcyoniidae. De koraalsoort komt uit het geslacht Sinularia. Sinularia flabelliclavata werd in 1983 voor het eerst wetenschappelijk beschreven door Verseveldt & Benayahu. 